# Pseudocarpidium
Pseudocarpidium là một chi thực vật có hoa trong họ Hoa môi (Lamiaceae).

## Loài
Chi Pseudocarpidium gồm các loài: